# Уайет, Ньюэлл Конверс
Ньюэлл Конверс Уайет (англ. Newell Convers Wyeth, также известный как N.C. Wyeth; 1882—1945) — американский живописец, иллюстратор, основатель династии Уайетов. Известен как иллюстратор детских книг издательства «Чарльз Скринберс Санс», в том числе «Том Сойер», «Робинзон Крузо», «Остров сокровищ».

## Биография
Родился в 1882 году в Нидеме (Массачусетс). Его предок по отцовской линии каменщик Николас Уайет эмигрировал в колонии из Англии в 1645 году. Предки матери происходили из Швейцарии. С юных лет, во многом под влиянием матери, Ньюэлл Конверс принимал искусство всерьёз. Он имел устойчивую сконцентрированность, интеллектуальную страсть и в центре была жизнь его мастерской. Когда дети Уайета занялись своим собственным делом, они были свидетелями рабочих привычек их отца и устойчивого потока издателей и художественных директоров к его мастерской в Чэддс Форд. Они были поощрены самим начинать своё дело. Их независимые рабочие места были в пределах легкодоступного расстояния и они интересовались работой друг друга. Сообщалось, что они прятались, как улитки, когда так называемые «любопытствующие», приходили в их усадьбу, чтобы впустую отбирать у них время. В то же самое время Ньюэлл Конверс сделал из своей мастерской развитую и неофициальную школу. Он покровительствовал молодым многообещающим художникам и часто находил для них размещение поблизости. Каждый в его семействе был поддержан в следовании по своему собственному направлению: Энн Уайет создала первую симфонию, когда ей ещё не было двадцати лет; Натаниэль Уайет стал изобретательным учёным; Эндрю Уайет стал одним из лучших известных живописцев своего времени.
Большая коллекция его картин представлена в Музее Брендиуайн-ривер, которому также принадлежит Дом-студия Н. К. Уайета.